# Déleg

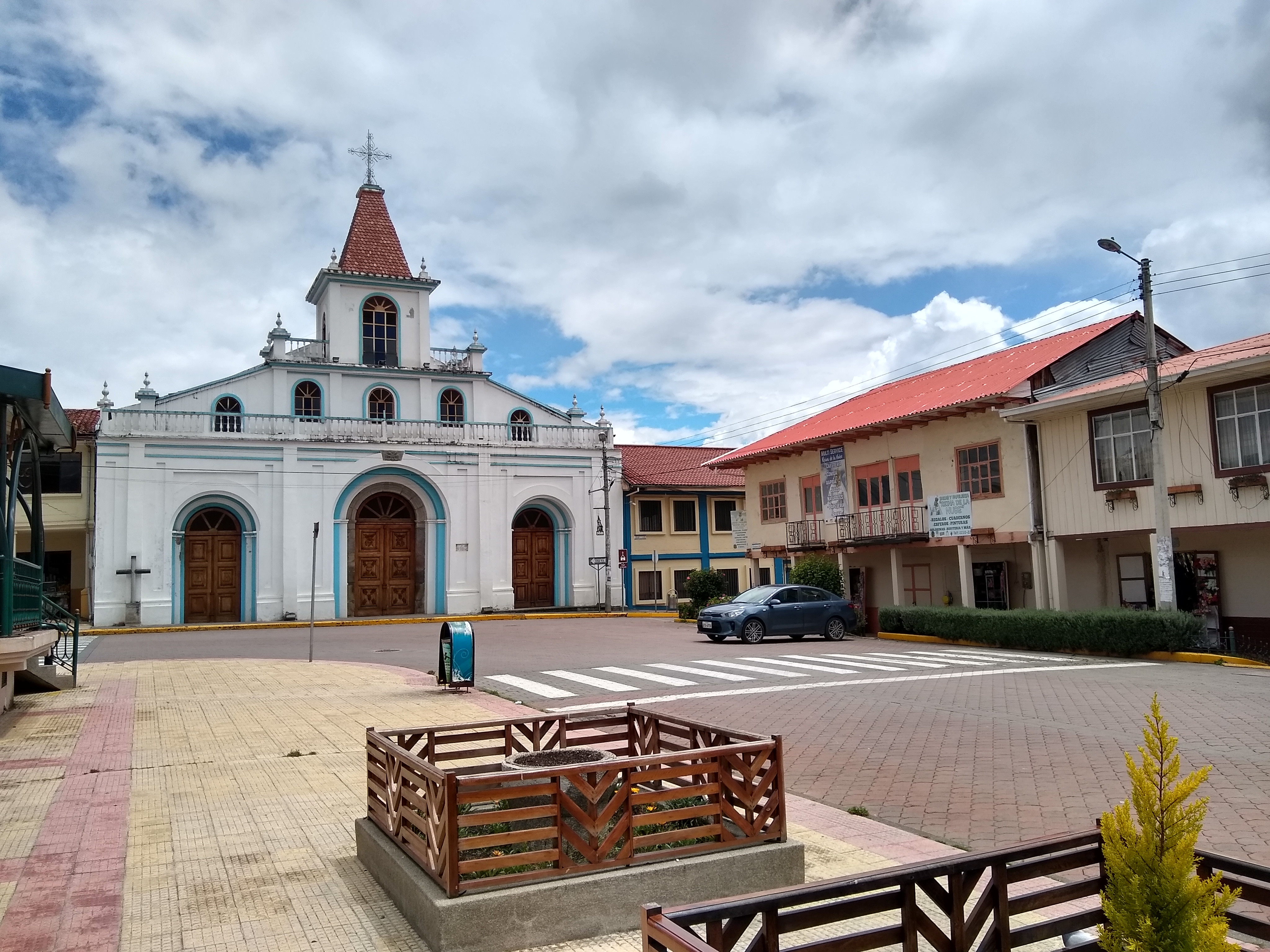
Kirche in Déleg

Déleg ist eine Ortschaft und die einzige Parroquia urbana („städtisches Kirchspiel“) im Kanton Déleg der ecuadorianischen Provinz Cañar. Die Parroquia besitzt eine Fläche von 61,06 km². Die Einwohnerzahl der Parroquia lag im Jahr 2010 bei 4433. Davon wohnten 578 Einwohner in der Ortschaft Déleg.

## Lage
Die Parroquia Déleg liegt in den Anden südzentral in Ecuador. Das Areal liegt in Höhen zwischen 2530 m und 3780 m und wird über den Río Déleg, ein linker Nebenfluss des Río Burgay, nach Süden entwässert. Der etwa 2670 m hoch gelegene Ort Déleg befindet sich 8,5 km westsüdwestlich der Provinzhauptstadt Azogues.
Die Parroquia Déleg grenzt im Norden an die Parroquia Nazón (Kanton Biblián), im Nordosten an die Parroquia Turupamba (ebenfalls im Kanton Biblián), im Osten und im Südosten an die Parroquias Cojitambo und Javier Loyola (beide im Kanton Azogues), im Süden an die Parroquia Solano sowie im Westen an die Provinz Azuay mit den Parroquias Octavio Cordero Palacios und Checa (beide im  Kanton Cuenca).

## Geschichte
Am 27. Februar 1992 wurde der Kanton Déleg geschaffen und Déleg wurde als Parroquia urbana Sitz dessen Kantonsverwaltung. Luis Cordero Crespo, 1892–1895 Präsident von Ecuador, wurde 1833 in der Hacienda Surampalti im Westen der Parroquia Déleg geboren.